# 猫とハスキーとハマジ
『猫とハスキーとハマジ』（ねことハスキーとハマジ）は、ハマジによる日本の漫画作品。コミックエッセイの総合サイト『竹書房コミックエッセイcafe』にて連載中。『ebookJapan』内「エッセイささくれーる」レーベルにて、2023年1月28日から連載中。ネットニュースやテレビの動物番組でもおなじみのシベリアンハスキー・シルビアちゃんと飼い主のハマジさんやシャンテと猫さんズ（ウララ・ユウヒ・イサム・ダニエル）との日常が描かれている。

## 登場人物
ハマジ
飼い主さん
シルビア
シベリアンハスキー

## 書誌情報
- ハマジ（著）竹書房〈バンブーコミックス エッセイセレクション〉、既刊3巻（2024年7月18日現在）
  1. 2021年7月15日発売[4]、ISBN 978-4-8019-2738-4
  2. 2022年11月24日発売[5]、ISBN 978-4-8019-3342-2
  3. 2024年7月18日発売[6]、ISBN 978-4-8019-4059-8